# OR6A2
OR6A2（Olfactory receptor Family 6 Subfamily A Member 2，嗅觉受体第六家族A亚家族成员2）是由人类基因 OR6A2 表达的蛋白质，是一种嗅觉受体。嗅觉受体属于G蛋白偶联受体（GPCR）的A类型：视紫红质受体家族中的一大类。OR6A2上的某个RS位点与芫荽味道的接受度有关。